# Guiscriff
Guiscriff (tiếng Breton: Gwiskri) là một xã ở tỉnh Morbihan trong vùng Bretagne tây bắc Pháp. Xã này có diện tích 85,46 km², dân số năm 1999 là 2394 người. Khu vực này có độ cao từ 70-237 mét trên mực nước biển.
Cư dân của Guiscriff danh xưng trong tiếng Pháp là Guiscrivites.